# Infamous
Infamous är ett spel till Playstation 3. Spelet är utvecklat av Sucker Punch Productions. Handlingen presenteras i så kallade mellansekvenser i spelet, vilka påminner väldigt mycket om den tecknade stilen som återfinns i amerikanska action-serietidningar. Själva spelandet sker i sandlåde-världen Empire City, där man kan röra sig fritt i hela staden och samla shards (power-ups som ökar styrkan hos huvudpersonen Cole), utföra sidouppdrag eller genomföra olika stunts, utöver de handlingsdrivande huvuduppdragen.

## Handling
Spelet börjar med att cykelbudet och huvudpersonen Cole MacGrath håller i en elektrisk bomb som exploderar så kraftigt att flera kvarter totalförstörs och han får alltför mycket ström i kroppen. Efter denna händelse utvecklar han elektriska krafter. När han upptäcker detta inser han att han står inför ett val. Antingen kan han hjälpa medborgarna i den fiktiva staden Empire City som det hela utspelar sig i eller också kan han välja att sabotera för medborgarna och bli ond. Till skillnad mot andra superkraftspel kan man även bli ond efter att ha varit god, och vice versa.